# Bunny Bell
Robert C. Bell, plus connu sous le nom de Bunny Bell (né le 10 avril 1911 à Birkenhead dans le Merseyside et mort le 25 décembre 1988 à Todmorden dans le Yorkshire de l'Ouest), est un joueur de football anglais qui évoluait au poste d'attaquant.

## Palmarès
| Tranmere Rovers - Coupe du pays de Galles (1) : - Vainqueur : 1934-35. - Finaliste : 1933-34. - Championnat d'Angleterre D3 : - Meilleur buteur : 1935-36 (33 buts). |  | Everton - Championnat d'Angleterre (1) : - Champion : 1938-39. |